# Отто II Чорний
Отто II Чорний (бл. 1085 — 18 лютого 1126) — князь Оломоуцький в 1091—1110 і 1113—1126 роках, князь Брненський з 1123 року, молодший син Оломоуцького князя Отто I з династії Пржемисловичів та угорської принцеси Євфемії.
Правнук Великого князя Київського Ярослава Мудрого.

## Біографія
Отто II народився близько 1085 року. У 1087 році помер Оломоуцький князь Отто I. Його сини Святополк і Отто в цей час були ще малі. Вдова Отто I, Евфемія (правнучка Великого князя Київського Ярослава Мудрого), щоб захистити права синів на батьківські володіння, попросила про заступництво брата Отто І Брненського князя Конрада. Проте король Вратислав II віддав Оломоуцьке князівство своєму синові Болеславу й вигнав Євфемію з дітьми.
1091 року Болеслав несподівано помер, після чого Вратіслав вторгся в Моравію. Але в 1092 році проти нього виступив його власний син — Бржетіслав II. За посередництва дружини Конрада Брненського Вратіслав уклав мир з братами. Після цього, в 1091/1092 році, Святополк і Отто повернулись в Оломоуц й отримали батьківську спадщину, але повнота влади була у їхньої матері Евфемії, що правила як регент. Їхнє самостійне правління почалося близько 1095 року.
У 1105 році брат Отто II Святополк скористався тим, що новий імператор Священної Римської імперії Генріх V, на відміну від батька, не підтримував князя Чехії Боривоя II, і повстав. При цьому Святополку вдалося перетягнути на свою сторону більшу частину богемської шляхти. Похід Святополка проти Боривоя закінчився невдачею, в результаті чого заколотники змушені були тікати з країни.
Однак незабаром Святополку вдалося залучити на свій бік молодшого брата Боривоя II князя Владислава. У підсумку після нового походу Святополка 1107 року Боривой був змушений тікати з країни, а Святополк став новим князем Богемії.
Отто II підтримував брата в його боротьбі. Саме Отто II Святополк залишив правителем Богемії замість себе, коли імператор Генріх V, якому Боривой подав скаргу, викликав нового князя до себе на суд. Там імператор велів взяти його під варту. Коли Боривой, за допомогою свого родича Віпрехта фон Гройч, зібрав армію й виступив в похід на Богемі, йому вийшла назустріч армія Отто II Чорного. Незабаром Святополк, пообіцявши імператору велику суму, зміг здобути свободу і повернувся до Богемії, а Боривой був змушений тікати до Польщі, де його прийняв князь Болеслав III Кривоустий.
У 1109 році Святополк разом з імператором Генріхом V вторгся в Сілезію. У вересні, під час облоги Глогува, Святополка було вбито. На престол, що звільнився, виявилося відразу кілька претендентів. Одним з них став Отто II, але права пред'явили також Боривой II і його брат Владислав. Для вирішення спору богемська шляхта звернулася до імператора Генріха V, який затвердив князем Владислава. Отто II був змушений визнати вибір імператора.
Однак Боривой, брат Владислава, не заспокоївся. Скориставшись тим, що Владислав відбув з Чехії в Бамберг, до двору імператора, Боривой у союзі з Віпрехтом II, який вислав на допомогу свого сина Віпрехта III, захопив Празький замок. В результаті почалась міжусобна війна, в якій на сторону Владислава став Отто II.
Війну зупинило лише втручання імператора Генріха V, який прибув до Богемії, щоб розсудити суперечку. Імператор наказав схопити Боривоя і Віпрехта III, ув'язнивши їх у замок Хаммерштейн на Рейні.
Проте 1110 року Отто II посварився з Владиславом, який позбавив його уділу й заточив в ув'язнення, відпустивши тільки 1113 року. Після цього Отто II залишався вірним союзником Владислава. Їхній союз зміцнило й те, що близько 1113 р. Отто одружився з швабською графинею Софією, дочкою графа Генріха I фон Берг. 1111 р. сестра Софії Річеза з Берґу одружилася з князем Владиславом.
В останні роки правління Владислав серйозно захворів і зробив своїм спадкоємцем Отто І. Однак це не влаштувало Собіслава I, брата Владислава. Тільки завдяки посередництву королеві Святослави, матері Владислава і Собіслава, помирила братів, після чого Владислав визнав своїм спадкоємцем Собіслава.
1123 року став князем Брно. Коли 12 квітня 1125 року помер князь Владислав, Отто знову претендував на Богемський престол за принципом старшинства. Однак Собіславу вдалося захопити престол й Отто звернувся до імператора Лотара II за підтримкою. Імператор вступив до Богемії з армією. Обидві сторони зійшлись у битві при Хлумці 18 лютого 1126. Війська Лорара і Отто II були розгромлені, а Отто II убитий у бою.
Вдова Отто II Софія повернулася до Швабії де, ймовірно, пішла в абатство Цвіфальтен.
Незважаючи на перемогу, Собіслав помирився з Лотарем II, склав йому васальну присягу й визнав Богемське князівство ленно-залежним від Священної Римської імперії.
Син Отто ІІ — Отто III в цей час був ще малий. Він зміг отримати батьківську спадщину тільки після смерті князя Собеслава в 1140 році.

## Родина
Дружина — Софія Берзька (пом. 1126), дочка Генріха I Берзького і Адельгейди фон Мохенталь, праправнучка Анастасії Ярославни, доньки Великого князя Київського Ярослава Мудрого.
Діти:
- Євфимія Оломоуцька (1115 — після 1154) — дружина Волинського князя Святополка Мстиславича.
- Отто III Детлеб (1122 — 12 травня 1160), князь Оломоуцький з 1140.
- Сватополк (пом. після +1146).

## Генеалогія
Отто II веде свій родовід, в тому числі, й від Великих князів Київських Ярослава Мудрого та Володимира Великого.